# Bertha Townsend
Bertha Louise Townsend Toulmin, ameriška tenisačica, * 7. marec 1869, Philadelphia, ZDA, † 12. maj 1909.
Bertha Townsend se je v posamični konkurenci trikrat uvrstila v finale turnirja za Nacionalno prvenstvo ZDA, od tega je dosegla dve zaporedni zmagi v letih 1888, ko je premagala Ellen Hansell, in 1889, ko je premagala Lido Voorhees. Leta 1890 jo je v finalu premagala Ellen Roosevelt. Turnir je leta 1889 osvojila tudi v konkurenci ženskih dvojic, leta 1890 pa se je uvrstila v finale. Leta 1974 je bila posmrtno sprejeta v Mednarodni teniški hram slavnih.

## Finali Grand Slamov

### Posamično (3)

#### Zmage (2)
| Leto | Turnir                       | Nasprotnica v finalu | Rezultat finala |
| 1888 | Nacionalno prvenstvo ZDA     | Ellen Hansell        | 6–3, 6–5        |
| 1889 | Nacionalno prvenstvo ZDA (2) | Lida Voorhees        | 7–5, 6–2        |

#### Porazi (1)
| Leto | Turnir                   | Nasprotnica v finalu | Rezultat finala |
| 1890 | Nacionalno prvenstvo ZDA | Ellen Roosevelt      | 2–6, 2–6        |